# 珍珠蚌科
珍珠蚌科（学名：Margaritiferidae），是软体动物门双壳纲蚌目的一科。

## 系统描述
本科物种壳中等至大，呈肾形、短四边形或长管形，大多压扁，壳顶低，壳嘴凹浅，壳顶饰双沟状或同心状，壳顶腔较浅，前假主齿右1左2，三角锥状，齿侧光滑，有的具有不明显的小沟棱；后部片状齿段，发育差，右1左2或缺失，前闭肌痕深，具有树枝状沟棱或光滑，其内侧具2小足肌痕；后闭肌痕浅，光滑，长椭圆形，其旁具1小足肌痕。生长线、外套线和腹边均互相平行。

## 分类
目前世界海洋物种目录（WoRMS）中收录珍珠蚌科9个有效属：
- 弓背蚌亚科 Gibbosulinae Bogan, Bolotov, Froufe & Lopes-Lima, 2018
  - 弓背蚌属 Gibbosula Simpson, 1900
- †Itatia Starobogatov, 1970
- 珍珠蚌亚科 Margaritiferinae Henderson, 1929 (1910)
  - †Asturianaia Delvene, Munt, Piñuela & García-Ramos, 2016
  - Cumberlandia Ortmann, 1912
  - 珍珠蚌属 Margaritifera Schumacher, 1815
  - †Paraheudeana Starobogatov, 1970
  - 假珠蚌属 Pseudunio F. Haas, 1910
- †古珍珠蚌属 Palaeomargaritifera Q.-H. Ma, 1984
- †什邡蚌属 Shifangella X.-Z. Liu & Luo, 1981